# 크리스틴 코스가드
크리스틴 마리온 코스가드(Christine Marion Korsgaard, 1952 4월 9일 ~)는 인 미국 철학자이다.
코스가드는 예일 대학, 샌터바버라 캘리포니아 대학, 시카고 대학에서 가르쳤다. 1991년부터 코스가드는 하버드 대학교에서 교수로 재직했다.
1996년 코스가드는 《규범성의 원천》(The Sources of Normativity)라는 책을 출판했으며, 칸트의 도덕 철학과 현대 도덕 철학에 대한 칸트의 접근에 과거 논문 모음집을 출판하기도 하였다.

## 같이 보기
- 미국 철학